# Pseudolimnophila mauritiana
Pseudolimnophila mauritiana är en tvåvingeart som beskrevs av Alexander 1954. Pseudolimnophila mauritiana ingår i släktet Pseudolimnophila och familjen småharkrankar.
Artens utbredningsområde är Mauritius. Inga underarter finns listade i Catalogue of Life.